# Kiss Land
Kiss Land è il primo album in studio del cantante canadese The Weeknd, pubblicato il 10 settembre 2013 dalla XO e Republic.

## Tracce
1. Professional – 6:08
2. The Town – 5:07
3. Adaptation – 4:43
4. Love in the Sky – 4:27
5. Belong to the World – 5:07
6. Live For (feat. Drake) – 3:44
7. Wanderlust – 5:06
8. Kiss Land – 7:35
9. Pretty – 6:15
10. Tears in the Rain – 7:26

Tracce bonus nelle edizioni europea e giapponese
1. Wanderlust (Pharrell Remix) – 5:07
2. Odd Look (Kavinsky feat. The Weeknd) – 4:12

## Classifiche

### Classifiche settimanali
| Classifica (2013) | Posizione massima |
| ----------------- | ----------------- |
| Australia         | 30                |
| Belgio (Fiandre)  | 50                |
| Belgio (Vallonia) | 41                |
| Canada            | 2                 |
| Danimarca         | 6                 |
| Francia           | 93                |
| Germania          | 93                |
| Irlanda           | 58                |
| Norvegia          | 25                |
| Paesi Bassi       | 52                |
| Regno Unito       | 12                |
| Regno Unito (R&B) | 1                 |
| Stati Uniti       | 2                 |
| Svezia            | 60                |
| Svizzera          | 62                |

### Classifiche di fine anno
| Classifica (2013) | Posizione |
| ----------------- | --------- |
| Stati Uniti       | 151       |